# Julia Michalska
Julia Ludwika Michalska-Płotkowiak (ur. 21 lipca 1985 w Kozienicach) – polska wioślarka, brązowa medalistka Letnich Igrzysk Olimpijskich w Londynie, mistrzyni świata.

## Życiorys
Dwukrotna uczestniczka igrzysk olimpijskich. Jedyna wioślarka reprezentująca Polskę na Igrzyskach Olimpijskich w Pekinie. W finale konkurencji jedynek zajęła ostatnie, szóste miejsce tracąc do zwyciężczyni Bułgarki Rumjany Nejkowej ponad 20 sekund. Cztery lata później, w Londynie zdobyła (z Magdaleną Fularczyk) brązowy medal.
Czternastokrotna mistrzyni kraju – w tym 10 razy na jedynce oraz 4 razy na dwójce podwójnej z Magdaleną Fularczyk, również z Fularczyk mistrzyni świata z Poznania z 2009 roku i brązowa medalistka rok później, zwyciężczyni Mistrzostw Świata Juniorów w 2003 roku, Młodzieżowych Mistrzostw Świata oraz Akademickich Mistrzostw Świata w 2006 roku.
Do roku 2004 startowała w wadze lekkiej (do 57 kg), ale postanowiła zmienić konkurencję na jedynkę kobiet w wadze otwartej. Powodem zmiany konkurencji był fakt, że na igrzyskach olimpijskich nie jest rozgrywana konkurencja jedynki wagi lekkiej kobiet.
Rekordzistka Świata w kategorii jedynka kobiet do lat 23 (1xKB) na dystansie 2000 m – 7:27,81 w Hazewinkel, Belgia w 2006 roku. Rekordzistka Polski na ergometrze wioślarskim w kategorii lekkiej kobiet na dystansie 2000 m – 7:03,1 w 2004 roku.
Obecnie reprezentuje barwy Trytona Poznań.
W 2009 za wybitne osiągnięcia sportowe została odznaczona Krzyżem Kawalerskim Orderu Odrodzenia Polski.
13 lipca 2013 roku na świat przyszła jej córka – Zofia.

## Osiągnięcia
- Mistrzostwa Świata – Monachium 2007 – jedynka – 8. miejsce[4].
- Igrzyska Olimpijskie – Pekin 2008 – jedynka – 6. miejsce[4].
- Mistrzostwa Świata – Poznań 2009 – dwójka podwójna – 1. miejsce[4].
- Mistrzostwa Europy – Montemor-o-Velho 2010 – dwójka podwójna – 2. miejsce[4].
- Mistrzostwa Świata – Hamilton 2010 – dwójka podwójna – 3. miejsce[4].
- Mistrzostwa Świata – Bled 2011 – dwójka podwójna – 5. miejsce[5].
- Igrzyska Olimpijskie w 2012 – Londyn 2012 – dwójka podwójna – 3. miejsce[4].